# 해병 (스타크래프트)
해병(영어: Marine)은 스타크래프트 종족인 테란의 기동 보병 유닛이다. 병영에서 생산딘다.

## 특징
해병은 스타크래프트와 스타크래프트 리마스터에선 Marine이란 영단어를 그대로 한글로 음역한 마린이라 불리며 스타크래프트 2에서는 한국어로 번역한 해병으로 불린다. 해병은 테란의 공격 유닛들 중에서 가장 먼저 뽑을 수 있으며 배럭스만 지으면 바로 생산이 가능하고 미네랄만 50에 인구수 1을 소모하며 체력은 40에 기본 방어력이 0으로 없다. 가장 먼저 뽑을 수 있는 기본 유닛들 중에 유일하게 지대공과 지대지가 모두 가능한 유닛으로 이는 저그의 가장 기본 유닛인 저글링이나 프로토스의 질럿에 비해서 좋은 장점을 가지고 있다. 한국어로 번역하면 전투 자극제가 되는 스팀팩을 통해 공격력과 이동 속도를 더욱 향상시키는 것이 가능한데 이는 아카데미에서 업그레이드가 가능하고 이외에 아카데미에서는 해병의 사거리를 더 늘려주는 업그레이드인 U-238 탄환의 업그레이드도 가능하다. 스팀팩은 해병이 한번 사용하면 해병의 체력이 바로 10을 깍는다는 단점이 존재하여 오리지날에선 함부로 사용하면 되려 더욱 위험한 상황을 초래하기에 잘 사용하지 않았지만 브루드워 확장팩에 와서 이러한 단점을 보완해주는 메딕이 추가된 뒤론 필수 업그레이드로 격상하였다. 메딕과 함께 조합하면 이것을 바이오닉 테란이라고 부르며 이는 테란이 저그를 상대할 때를 가리키는 단어인 테저전에서 많이 활용된다. 스타크래프트 2에서도 그대로 등장하는데 스타크래프트나 스타크래프트 리마스터에선 체력이 40이였지만 스타크래프트 2에선 체력이 45로 더 상향됐으며 전투 방패를 통해 체력을 45에서 55로 늘리는 것도 가능하다. 해병의 영웅 유닛으로는 짐 레이너가 존재하며 짐 레이너의 마린은 체력:200 공격력:18, 기본 방어력:3의 능력치를 가진 유닛이다.

## 같이 보기
- 스타크래프트
- 테란